# Åke Söderblom
Åke Fridolf Söderblom (født 20. januar 1910 i Fritsla, død 22. maj 1965 i Göteborg) var en svensk skuespiller, manuskriptforfatter og sangskriver.

## Udvalgt filmografi
- 1964 - Dirch og blåjakkerne
- 1951 - 6-dagesløbet
- 1949 - Luftens mandfolk
- 1944 - Lilla helgonet
- 1942 - Løjtnantshjerter
- 1941 - Stakkels Ferdinand
- 1941 - Fröken Vildkatt
- 1940 - Kys hende
- 1939 – Landstormens lille Lotte
- 1937 – Flådens glade gutter
- 1936 - Avertér
- 1935 - Ebberöds bank